# Tala Ashe
Tala Ashrafi (født 24. juli 1984) kendt professionelt som Tala Ashe, er en iransk-amerikansk skuedespiller. Hun er kendt for sine roller på tv-serien Smash, American Odyssey, og As the World Turns, såvel som sin faste rolle som Zari Tomaz i The CW superheltserien Legends of Tomorrow.

## Filmografi
- Waiting in Beijing (2008)
- Legends of Tomorrow (2016)